# Rock am Ring
Rock am Ring es un festival de música que se celebra anualmente en el circuito de Nürburgring en Alemania. Es uno de los mayores festivales de Alemania y de Europa.

## Historia

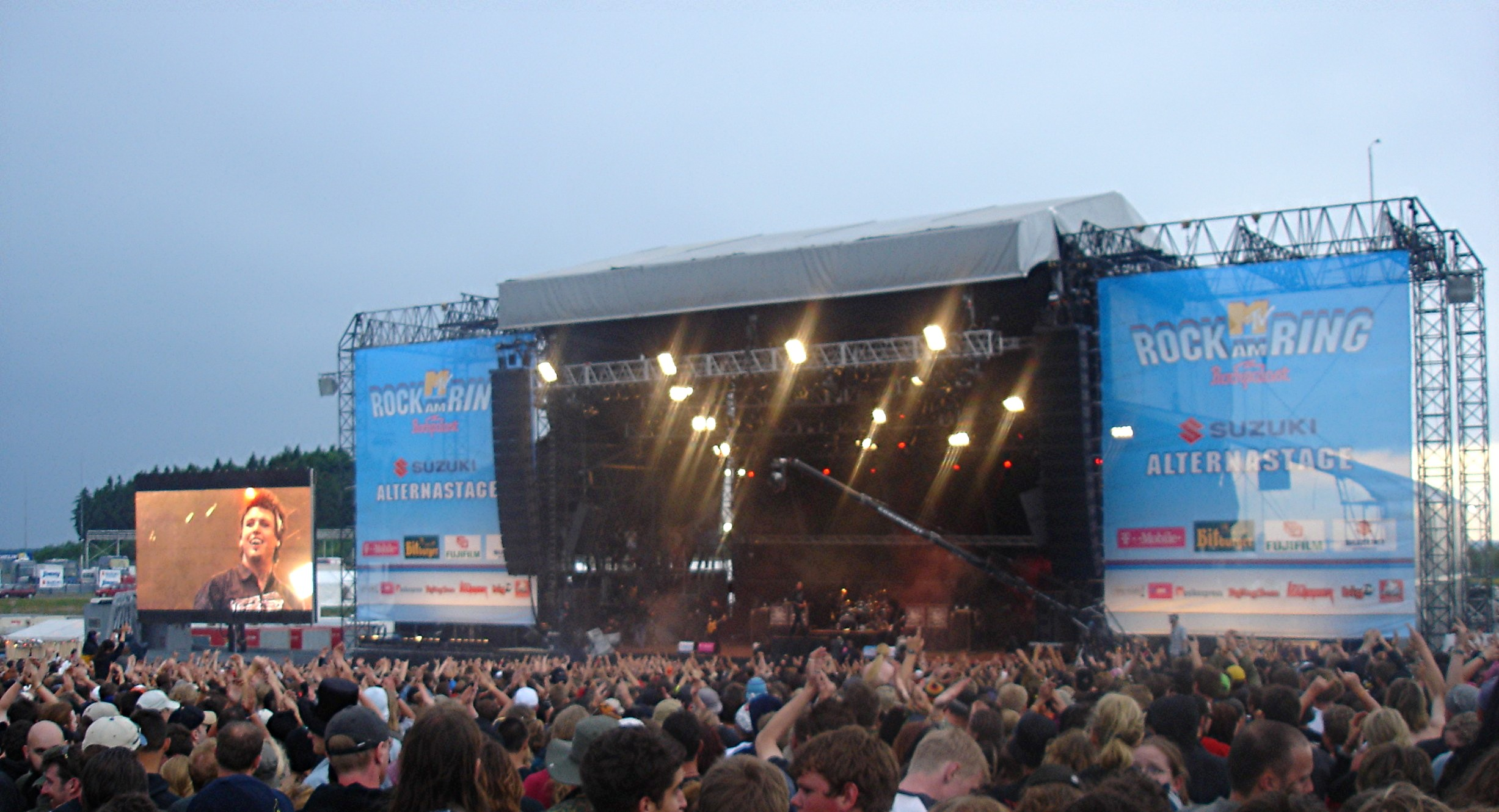
Escenario del Rock am Ring durante la actuación de Papa Roach.

El "Rock am Ring" fue concebido originalmente como una única actuación para celebrar la inauguración de una nueva y más corta versión del circuito en 1985, debido a su éxito comercial con más de 80.000 personas se decidió transformarlo en un evento anual. En 1988, tras un bajón en la afluencia, el festival se tomó un paréntesis de dos años.
En 1991, el festival regresó con un cambio conceptual, se mezclarían tanto bandas consolidadas como artistas menos conocidos. Algunos de estos artistas luego alcanzaron el éxito comercial, como por ejemplo, INXS y Alanis Morissette.
Existe un festival gemelo al "Rock am Ring" llamado Rock im Park, está ubicado en Núremberg, coinciden en el tiempo y cuenta con los mismos artistas. La primera edición del festival tuvo lugar en Viena en 1993, y se ha movido tres veces desde entonces. En 1994 se trasladó al aeropuerto internacional de Riem en Múnich y por eso fue renombrado a "Rock in Riem". Un año más tarde el festival se traslada al parque olímpico de Múnich, tomando el nombre de "Rock im Park", hasta 1997 no se ubica definitivamente en Núremberg.
A partir de la edición del año 2015, el festival pasará a desarrollarse en el aeródromo de Flugplatz Mendig, a unos 36 kilómetros al este del circuito de Nürburgring durando este cambio solo 2 ediciones 2015 y 2016, en 2017 regresaría al circuito de Nürburgring.

## Ediciones anteriores y cabezas de cartel
- 1985 (25 - 26 de mayo) con: U2, Joe Cocker, Foreigner, Marius Müller-Westernhagen y Huey Lewis & The News.

- 1986 (14 - 15 de mayo) con: INXS, Queen, Simply Red, Talk Talk y The Bangles.

- 1987 (6 – 7 de junio) con: Udo Lindenberg, UB40, David Bowie y Eurythmics.

- 1988 (6 – 7 de junio) con: Marius Müller-Westernhagen, Fleetwood Mac y Chris Rea.

- 1991 (28 – 30 de junio) con: Toto, INXS, Sting, The Sisters of Mercy y The Jeremy Days.

- 1992 (5 – 7 de junio) con: Marillion, Saga, Bryan Adams, Elton John y Pearl Jam.

- 1993 (29 – 30 de mayo) con: Faith No More, Brian May, Ugly Kid Joe y Héroes del Silencio.

- 1994 (21– 23 de mayo) con: Aerosmith, Peter Gabriel, Clawfinger, Nina Hagen, Rage Against The Machine.

- 1995 (3 – 4 de junio) con: Bon Jovi, Van Halen, Megadeth, Otto Waalkes y The Pretenders.

- 1996 (24 – 26 de mayo) con: Rage Against the Machine, Bryan Adams, Dave Matthews Band, Herbert Grönemeyer, Die Toten Hosen, Sting, The Fugees, Alanis Morissette, Héroes del Silencio, Bush, Mike and the Mechanics, Sepultura, Rancid y Paradise Lost.

- 1997 (16 – 18 de mayo) con: Kiss, Aerosmith, Die Ärzte, Supertramp, Texas y Neneh Cherry.

- 1998 (29 – 31 de mayo) con: Bob Dylan, Genesis, Ozzy Osbourne, Rammstein, BAP, The Prodigy y Bad Religion.

- 1999 (21 – 23 de mayo) con: Garbage, Metallica, Bryan Adams, Alanis Morissette, Xavier Naidoo, Robbie Williams, Faithless y Skunk Anansie.

- 2000 (9 – 11 de junio) con: Pearl Jam, Die Toten Hosen, Sting, Oasis, Eurythmics, Korn, NOFX, Rage Against The Machine y Slipknot.

- 2001 (1 – 3 de junio) con: a-ha, Limp Bizkit, Linkin Park, Radiohead, Alanis Morissette, Kid Rock, OutKast, Reamonn y HIM.

- 2002 (17 – 19 de mayo) con: Lenny Kravitz, Carlos Santana, Faithless, Neil Young, Jamiroquai, Wyclef Jean, P.O.D., Ozzy Osbourne, System Of A Down y Bad Religion.

- 6. – 8 de junio de 2003
  - con Evanescence, Marilyn Manson, Iron Maiden, Zwan, The Cardigans, Maná, Lifehouse, The Donnas, Murderdolls, Reamonn, Silverchair, The Hives, The Dandy Warhols, Die Happy, Blackmail, MIA, Joachim Deutschland, Whyte Seeds, Placebo (substituyendo a Linkin Park por hospitalización de Chester Bennington), Audioslave, Apocalyptica, Stone Sour, Clawfinger, Emil Bulls, Dave Gahan, Stereophonics, Badly Drawn Boy, Turin Brakes, Tomte, The Ark, Saybia, Surrogat, Metallica, Deftones, Queens of the Stone Age, Disturbed, Boysetsfire, Moby, Beginner, ASD (Afrob & Samy Deluxe), Patrice, Saian Supa Crew, Deichkind, Kool Savas, Creutzfeld & Jakob, Rolf Stahlhofen.

- 4. – 6 de junio de 2004
  - con Evanescence, Red Hot Chili Peppers, Nickelback, Die Toten Hosen, Faithless, Dover, The International Ninja Demolition Squad, Avril Lavigne, Wir sind Helden, Linkin Park, Lostprophets, Motörhead, Sportfreunde Stiller, The Rasmus, Seeed, Korn, 3 Doors Down, Lagwagon, H-Blockx, Muse, In Extremo.

- 3. - 5 de junio de 2005
  - con Iron Maiden, Green Day, Garbage, R.E.M., Melody Club, HIM, Papa Roach, Simple Plan, Incubus, The Hives, Slayer, Marilyn Manson, Within Temptation, 3 Doors Down, Velvet Revolver, Feeder, The Prodigy, The Chemical Brothers, Slipknot, Mötley Crüe, Fettes Brot, Mando Diao, Subway To Sally, Apocalyptica, Wir sind Helden, Die Toten Hosen, Wednesday 13, Dir en grey, Kagerou, Mudvayne.

- 2. - 4 de junio de 2006
  - con Metallica, Guns N' Roses, Trivium, Avenged Sevenfold, Cradle of Filth, Depeche Mode, Placebo, Morrissey, Franz Ferdinand, Korn, Deftones, Editors, Bela B., Nelly Furtado, Sportfreunde Stiller, Kaiser Chiefs, Tool, Jamiroquai, DIR EN GREY, Atreyu, In Flames, Opeth, The Bloodhound Gang, Kagerou, Danko Jones, Bullet For My Valentine, Alice in Chains Stone Sour.

- 1. - 3 de junio de 2007
  - con Korn, Evanescence, Slayer, Smashing Pumpkins, The Hives, Billy Talent, My Chemical Romance, Wolfmother, Machine Head, Type O Negative, Velvet Revolver, In Flames, Mando Diao, The Used, Stone Sour, Die Ärzte, Linkin Park, Travis, The White Stripes, Muse, Arctic Monkeys, The Kooks, 30 Seconds to Mars, Kaiser Chiefs, Good Charlotte, Papa Roach, Scissor Sisters, Dragonforce, Beatsteaks, Killswitch Engage.

- 1. - 6 de junio de 2008
  - con Metallica, Rage Against The Machine, In Flames, Bullet For My Valentine, Babyshambles, Die Toten Hosen, Dimmu Borgir, Motörhead, Nightwish, Sportfreunde Stiller, The Hellacopters, Incubus, The Prodigy, HIM, Fettes Brot, Disturbed, Simple Plan, Kate Nash, Cavalera Conspiracy, Justice, Bad Religion, Róisín Murphy, Alter Bridge, CSS, Culcha Candela, Pete Murray y Danko Jones, 36 Crazyfists, Chris Cornell, Coheed & Cambria, EL*KE, Hot Chip, In Case Of Fire, Jimmy Eat World, Johnossi, Jonathan Davis, Oomph!, Opeth, Queens Of The Stone Age, Serj Tankian, Söhne Mannheims, Sonic Syndicate y The Verve.

- 1. - 5 de junio de 2009
  - con Korn, Slipknot, Marilyn Manson, Papa Roach, Chris Cornell, The Killers, Placebo, Limp Bizkit, Bloc Party, The Kooks, The Prodigy, The All-American Rejects, Phoenix, Razorlight, Staind, Billy Talent, Killswitch Engage, Basement Jaxx, The Script, New Found Glory, White Lies, Guano Apes, Peter Bjorn and John, A Day To Remember, Trivium, The Subways, Shinedown, Mando Diao, Machine Head, Flogging Molly, All That Remains, Five Finger Death Punch, Bring Me The Horizon.

- 3. - 6 de junio de 2010
  - con Kiss, Rage Against the Machine, Slash, Rammstein, Muse, Them Crooked Vultures, Jay-Z, 30 Seconds to Mars, Jan Delay & Disco n°1, HIM, Rise Against, Gossip, Motörhead, The Hives, Wolfmother, Editors, Slayer, Volbeat, Tocotronic, Bullet for My Valentine, Kasabian, Alice in Chains, Airbourne, Gogol Bordello, Bad Religion, Dizzee Rascal, Lamb of God, As I Lay Dying, A Day to Remember, Hammerfall, Mastodon, Heaven Shall Burn, Die Sterne, Broilers, Ellie Goulding.

- 3. - 5 de junio de 2011
  - con System Of A Down, Korn , Coldplay, Alter Bridge, Loaded, Avenged Sevenfold, Mando Diao, Social Distortion, Deadmau5, Interpol, Wolfmother, The Gaslight Anthem, White Lies, Selig, Madsen, Danzig, Robert Francis, We Are Scientists, Thees Uhlmann, Lissie, August Burns Red, All That Remains, Black Stone Cherry, Architects, The Devil Wears Prada, Söhne Mannheims, The Kooks, Disturbed, Hurts, In Flames, Bring Me The Horizon, Stereo MCs, Bonaparte, Peter Doherty, Ash, The Naked + Famous, Sevendust, Hollywood Undead, Kraftklub, Chapel Club, Escape The Fate, Alesana, Morning Parade, Rob Zombie, Beatsteaks, Volbeat, In Extremo, 3 Doors Down, The Bosshoss, Simple Plan, Millencolin, Lifehouse, Trail of Dead, Dredg, Silverstein, Funeral For A Friend, Royal Republic, Mastodon, Pete Yorn, Frank Turner, Kids In Glass Houses, The Pretty Reckless.

- 1. - 3 de junio de 2012
  - con Metallica, Evanescence, Motörhead, Linkin Park, Tenacious D, Marilyn Manson, Cypress Hill, Anthrax, Skrillex, Keane, Soundgarden, Gossip, Kasabian, Machine Head, Guano Apes, The Subways, Killswitch Engage, Lexy & K-Paul, Lamb Of God, FM Belfast, Trivium, Steel Panther, The Koletzkis, Billy Talent, The Hives, Refused, Maximo Park, Enter Shikari, The Ting Tings, Peter Doherty, Crystal Castles, The Maccabees, Shinedown, Mastodon, Boyce Avenue, The Rifles, Rival Sons, Die Toten Hosen, The Offspring, Deichkind, Beginner, Dropkick Murphys, Dick Brave & The Backbeats, Mia, Caligola, Donots, Chase & Status, Tinie Tempah, Example, Opeth, As I Lay Dying, Azealia Banks, A$ap Rocky, Cro, Ghost.

- 1. - 5 de junio de 2014
  - con Iron Maiden, Kings of Leon, Linkin Park, Metallica, 257ers, Against Me!, Alligatoah, Alter Bridge, Anthrax, Architects, Avenged Sevenfold, AWOLNATION, Babyshambles, Battlecross, Betty Who, y otras bandas como:

Black Stone Cherry, Booka Shade, Boysetsfire, Breton, Brian Jonestown Massacre, Buckcherry, Chevelle, Coldrain, Crazy Town, Crossfaith, Crystal Fighters, Darlia, Der Wieland, Die Fantastischen Vier, Editors, Example, Fall Out Boy, Falling In Reverse, Georg auf Lieder, Gesaffelstein, Ghost, Ghost Town, Gogol Bordello, Gojira, HAIM, Heaven Shall Burn, Huntress, In Extremo, Jake Bugg, Jan Delay & Disko No. 1, Jetpack Elephants, John Newman, Josh Record, Kaiser Chiefs, Karnivool, Kasabian, Klangkarussell, Kvelertak, Left Boy, Lonely The Brave, Mando Diao, Mando Diao, Marteria, Mastodon, Maximo Park, Maximo Park, Milky Chance, Miss May I, Nessi, New Politics, Nine Inch Nails, Nothing More, Of Mice & Men, Opeth, Pennywise, Portugal. The Man, Powerman 5000, Queens of the Stone Age, Quicksand, Radkey, Rea Garvey, Rival Sons, Rob Zombie, Rudimental, SDP, Seether, Sierra Kidd, Slayer, Suicide Silence, Teesy, The Charles, The Fratellis, The Offspring, The Pretty Reckless, The Treatment, Triggerfinger, Trivium, UVM, Voodoo Six, Walking Papers, We Are Scientists, WoodkidYoung The Giant
- 7. - 9- junio de 2013
- Linkin Park
- 30 Seconds To Mars
- A Day To Remember
- A$AP Rocky
- Airbourne
- All Time Low
- Amon Amarth
- Asking Alexandria
- Bad Religion
- Biffy Clyro
- Blumentopf
- Bosse
- Boys Noize
- Bring Me The Horizon
- Broilers
- Bullet
- Bullet For My Valentine
- Bush
- Casper
- Clutch
- Coal Chamber
- Coheed And Cambria
- Cro
- Die Orsons
- Dizzee Rascal
- Ellie Goulding
- Escape The Fate
- Fettes Brot
- Five Finger Death Punch
- Fritz Kalkbrenner
- Fun
- Graveyard
- Green Day
- Hacktivist
- Hawk Eyes
- Hurts
- Imagine Dragons
- Interpol
- In This Moment
- Jake Bugg
- KoЯn
- Kraftklub
- Leslie Clio
- Limp Bizkit
- Modestep
- Moonbootica
- Nekrogoblikon
- Palma Violets
- Papa Roach
- Paramore
- Phoenix
- Pierce the Veil
- Pure Love
- Royal Republic
- Seeed
- Selig
- Simple Plan
- Sportfreunde Stiller
- Stone Sour
- The Bloody Beetroots
- The BossHoss
- The Bots
- The Ghost Inside
- The Killers
- The Prodigy
- The Wombats
- Tocotronic
- Volbeat